# Сент-Едмунд-Хол (Оксфорд)
51°45′11″ пн. ш. 1°15′00″ зх. д. / 51.753056° пн. ш. 1.25° зх. д.
Сент-Едмунд-Хол (англ. St Edmund Hall) (іноді відомий як The Hall або неофіційно як Teddy Hall) є складовим коледжем Оксфордського університету. Коледж стверджує, що є «найстарішим збереженим академічним товариством для розміщення та навчання студентів у будь-якому університеті» і був останнім збереженим середньовічним академічним залом в університеті.
Коледж знаходиться на Квінз-Лейн і Хай-стріт, у центрі Оксфорда. Після більш ніж семи століть, як коледж лише для чоловіків, у 1979 році він став спільним навчанням. Станом на 2019 рік фінансовий фонд коледжу становив понад 65 мільйонів фунтів стерлінгів.
До відомих випускників Сент-Едмунд-Холлу належать нинішній прем’єр-міністр Великобританії Кір Стармер, дипломати Роберт Макейр і Марк Седвілл, політики Річард Онслоу, 1-й барон Онслоу та Мел Страйд, а також журналісти Саміра Ахмед (1986, англійська) та Анна Боттінг (1986, географія). Обрані почесні члени: Фейт Уейнрайт, MBE FREng (1980, інженерія) та шанований суддя Елізабет Холлінгворт (1984, BCL).

## Інтернет-ресурси
- St Edmund Hall – official website
- St Edmund Hall JCR website
- St Edmund Hall MCR website
- Prospectuses website
- Virtual tour  of St Edmund Hall